# Conversaciones acerca de la pluralidad de los mundos
Conversaciones acerca de la pluralidad de los mundos (del francés: Entretiens sur la pluralité des mondes) es un libro de divulgación científica obra del escritor francés Bernard le Bovier de Fontenelle, publicado en 1686. Ofrecía una explicación del modelo heliocéntrico sugerido por Nicolás Copérnico en su escrito de 1543 De revolutionibus orbium coelestium. El libro es la obra más famosa de Fontenelle y es considerado como uno de los grandes hitos de la Ilustración.

## Contexto
Al contrario que la mayoría de obras científicas de su época, Conversaciones acerca de la pluralidad de los mundos no se publicó en latín, sino en francés, siendo uno de los primeros libros que tratan de explicar las teorías científicas en un lenguaje popular. En el prefacio, Fontenelle se dirige a las lectoras, y sugiere que las explicaciones ofrecidas deberían ser fácilmente entendibles para aquellos sin conocimientos científicos. Este hecho ha sido alabado por algunos movimientos feministas modernos como un reconocimiento de la aptitud de las mujeres en asuntos científicos.[cita requerida]

## Sinopsis
El libro se presenta como una serie de conversaciones entre un filósofo y una marquesa, que accede al jardín de esta por las noches y contempla el firmamento. El filósofo explica el modelo heliocéntrico y cita la posibilidad de vida extraterrestre. La obra de Fontenelle no fue objeto de polémica con la cosmovisión de la Iglesia católica, ni atrajo la atención, positiva o negativa, de los teólogos,[cita requerida] aunque fue condenada formalmente por la Santa Sede e incluida en el Índice de Libros Prohibidos en 1687.

## Traducciones
La primera traducción al inglés fue llevada a cabo por John Glanvill en 1687, seguida de otra por Aphra Behn en 1688, bajo el título de A Discovery of New Worlds (Un descubrimiento de nuevos mundos). Antiokh Kantemir la tradujo al ruso en 1730, aunque dicha versión fue publicada parcialmente censurada en 1740, dadas las objeciones presentadas por la Iglesia ortodoxa rusa.

## Recepción
El libro tuvo una buena acogida tanto en Francia como en otros países, y fue publicado con regularidad. En 1691, Fontenelle fue designado para la Academia Francesa.